# حمرا (فلسطین)
حمرا (به عربی: الحمراء) روستایی فلسطینی، واقع در ۲۴٫۵ کیلومتری شمال شرق صفد بود.